# ليندا سكوت
ليندا سكوت (بالإنجليزية: Linda Scott)‏ (ولدت 1 يونيو 1945)  هي مغنية بوب وممثلة أمريكية اشتهرت في بداية الستينات. أنجح أغنية لها كانت "I've Told Every Little Star"التي حققت مليون مبيع عام 1961. ذ

## السيرة
ولدت ليندا جوي سامبسون في حي كوينز في مدينة نيويورك، وانتقلت مع عائلتها إلى بلدة تينيك في نيوجيرسي عندما كانت في الحادية عشرة. وعندما كانت في قدمت اختبار أداء في برنامج أرثر جودفري على راديو سي بي إس في عام 1959. فازت في الاختبار وأصبحت ضيفة منتظمة في البرنامج. حذبت المغنية الشابة انتباه شركة إبك ريكوردز، وأصدرت أول أغنية لها (باسم ليندا سامبسون) بعنوان "In-Between Teen".
في عام 1961 وقعت مع شركة كاناديان أميريكان ريكوردز، وغيرت اسمها الفني إلى ليندا سكوت، وأصدرت أغنية "I've Told Every Little Star"، وهي أغنية ألفها أوسكار هامرستاين الثاني وجيروم كيرن في عام 1932. بيع منها أكثر من مليون نسخة، وحصلت على تصنيف القرص الذهبي.  واصلت النجاح في النفس العام بأغنية "I Don't Know Why" وأغنية Don't" Bet Money Honey".
عندما قامت شركة كاناديان أميريكان بإنشاء شركة فرعية، قامت بوضع سكوت كفنانة أساسية وأصدرت لها أغاني على العلامتين. في عام 1963، ظهرت في فيلم Don't Knock the Twist من بطولة تشابي تشيكر.
في عام 1963، وقع معها برنامج American Bandstand في جولة «قافلة النجوم» مع ديك كلارك التي كان من المقرر أن تؤدي عرضها الخامس عشر ليلة 22 نوفمبر 1963 في قاعة ميموريال في دالاس، حتى ألغيت فجأة بعد لحظات من اغتيال الرئيس الأمريكي جون كينيدي بعد ظهر ذلك اليوم خلال جولته الأخيرة. 
آخر ظهور لها في قائمة بيلبورد كان بأغنية "Who's Been Sleeping in My Bed?" في يناير 1964. في عام 1965، وقعت مع شركة كاب ريكوردز، أشتركت في برنامج المنوعات Where the Action Is، مع المغني ستيف أليمو. آخر تسجيل كان "They Don't Know You" عام 1967 على تسجيلات آر سي إيه. واصلت التسجيل كمغنية مساندة (أبرزها أغنية "I Gonna Make You Mine" للمغني لو كريستي عام 1969) قبل أن تترك مجال الغناء في أوائل السبعينيات.

## الحياة الشخصية
كانت سكوت تقنية مختبر في الجيش لمدة عامين، وعملت في فورت سام هيوستن في تكساس، وحصلت على شهادة في اللاهوت من كلية كينغزواي المسيحية واللاهوتية في دي موين. التقت بجندي خلال فترة وجودها في الجيش وتزوجته. أنجبت منه طفلاً واحدًا عام 1973 وانتهى الزواج بالطلاق. قامت فيما بعد بتدريس الموسيقى في الأكاديمية المسيحية في مدينة نيويورك.

## وصلات خارجية
- ليندا سكوت على موقع ميوزك برينز (الإنجليزية)
- ليندا سكوت على موقع أول ميوزيك (الإنجليزية)
- ليندا سكوت على موقع ديسكوغز (الإنجليزية)